# Ройтлинген
Ро́йтлинген (нем. Reutlingen МФА: [ˈʁɔʏtlɪŋən]о файле, алем. нем. Reitlenga) — город в Германии, в земле Баден-Вюртемберг. Административный центр одноимённого района. Подчинён административному округу Тюбинген. С населением около 116 000 человек это второй по величине город  округа после Ульма. В агломерации Ройтлинген—Тюбинген проживает около 280 000 человек.
Занимает площадь 87,06 км². Подразделяется на 12 городских районов.
Город расположен у подошвы горы Ахальм. 17,5 % территории Ройтлингена относится к биосферному заповеднику Швабский Альб, поэтому город также называют «Воротами в Швабский Альб».

## История
Впервые Ройтлинген упоминается в датированном 1089/1090 годом Бемпфлингенском договоре, урегулировавшем права наследования между графами Куно и Лиутпольдом, с одной стороны, и племянником их, графом Вернером фон Грюнингеном, текст которого сохранился в хронике монаха Ортлиба из Цвифальтена (ум. 1169).
В период с 1240 по 1802 год был вольным имперским городом, а с 1803 года стал принадлежать курфюршеству Вюртемберг, а затем и королевству Вюртемберг.
23 сентября 1726 года Ройтлинген пережил самую большую катастрофу в своей истории, когда городской пожар за 38 часов уничтожил около 80 % жилых домов и большинство общественных зданий, оставив без крова около 1200 семей, однако погибших почти не было. Также была сильно повреждена церковь Святой Марии.
Жителей города отличает пристрастие к певческим объединениям и хорам. Ещё в 1874 году в Ройтлингене состоялся певческий праздник, в котором приняло участие 80 хоровых объединений и в общей сложности более 2 400 певцов, в том числе и из-за границы. Известность получила Вюртембергская филармония Ройтлингена.
На 1909 год в городе проживало около 23 тыс. жителей. В городе было развито хлопчатобумажное, прядильное и ткацкое производство, виноделие и плодоводство. Имелись суконные фабрики, кожевенные заведения, механический и чугунолитейный заводы. На 1899 год имелись: гимназия, реальное училище, высшее ткацкое училище, помологический институт, зимняя сельскохозяйственная школа.
Одна из улиц города, Шпройерхофштрассе, занесена в книгу рекордов Гиннесса как самая узкая в мире: в самом узком месте её ширина составляет 31 сантиметров. Эта улица, в действительности представляющая собой лишь проход между домами, появилась на картах в 1820 году, а выстроена была в 1726 году, после масштабной реконструкции Ройтлингена после пожара.
Неподалёку от города находится замок Лихтенштайн.

## Города-побратимы
- Арау, Швейцария
- Буаке, Кот-д’Ивуар
- Душанбе, Таджикистан
- Пирна, Германия
- Рединг, США
- Роан, Франция
- Сольнок, Венгрия
- Элсмир-Порт, Великобритания

## Персоналии
- Вильгельм Готлиб Фридрих Бейтлер (1745—1811), доктор права, профессор математики, почётный член Петербургской академии наук
- Фридрих Лист (1789—1846), немецко-американский экономист
- Герд Гайзер (1908—1976), немецкий писатель и искусствовед, доктор наук, лауреат ряда западногерманских литературных премий
- Эрнст Мессершмид (род. 1945), астронавт и физик
- Debbie Rockt! — немецкий рок-коллектив.